# Tiger-Team – Der Berg der 1000 Drachen
Tiger-Team – Der Berg der 1000 Drachen ist ein Abenteuerfilm aus dem Jahr 2010 des Regisseurs und Drehbuchautors Peter Gersina. Die Handlung basiert auf der Buchreihe Ein Fall für dich und das Tiger-Team des Autors Thomas Brezina.

## Handlung
Einer Legende nach lebte im Mondscheinpalast, der sich im Berg der 1000 Drachen befindet, ein Kind-Kaiser aus dem 14. Jahrhundert, der an einer unheilbaren Krankheit litt. Der Eingang zum Palast wurde mit drei Schlüsseln verschlossen und blieb unentdeckt.
600 Jahre später: Als das Tiger-Team Biggi, Patrick und Luk das chinesische Restaurant von Cousine Mae besuchen, zerbrechen sie aus Versehen eine Statue, welche Herr Bai von seinem Vater Cheng (Maes Patenonkel) als Geschenk für Mae mitbekommen hatte. Herr Bai ist Leiter einer Forschungsstation für Pandabären in China und ist nach Wien gekommen, um dem Wiener Zoo beim Einrichten des Geheges für zwei neue Pandas zu beraten. In der Statue war eine Drachenskulptur versteckt, welche aus der Ming-Dynastie stammt.
Als der Wiener Zoo ein Preisausschreiben veranstaltet, bei dem die Gewinner die zwei Pandas für den Wiener Zoo aus China abholen dürfen, manipulieren sie das Preisausschreiben zu ihren Gunsten, indem sie mit hunderten von Zuschriften teilnehmen und schließlich auch mit ihren Namensvorschlägen für die Pandas („Lachende Sonne“ und „Kleiner Mond“) gewinnen.
Gemeinsam mit Herrn Bai, dem Tierwärter Krops und Frau Papus vom Zoo machen sie sich auf die Reise nach China.
Großvater Cheng ist vor 60 Jahren zufällig in den Besitz seines Drachen gekommen, als er mit seinen Freunden Lin und Wang spielte und ein Mann ihnen ein Bündel mit drei Drachenskulpturen anvertraute. Der Mann floh in Panik vor maskierten Männern, die auf ihrem Handrücken die Tätowierung einer schwarzen Schlange trugen. Die Drachenskulpturen stellen sich nun als Schlüssel für den Zugang zum Mondscheinpalast im Berg der 1000 Drachen heraus.
In der Nacht stiehlt ein Maskierter, der ebenfalls das Schlangen-Tattoo trug, ihnen ihren Schlüssel. Da ein Kosmetik-Konzern namens Q Cosmetics ein ähnliches Schlangensymbol als Firmenlogo trägt und seinen Firmensitz auch in Beijing hat, machen sie sich auf den Weg zu dieser Firma. Dort stoßen sie tatsächlich wieder auf ihren Schlüssel. Die Konzern-Chefin Lady Q und ihr Sohn Munroe haben sie allerdings schon erwartet und werfen sie wieder hinaus.
Der Kind-Kaiser litt unter einer seltenen Sonnenallergie. Seine Mutter ließ den Palast im Inneren eines Berges erbauen, wo das Kind den Tag verbringen konnte und den Palast nur im Mondschein verlassen durfte. Als die Mutter nach einer Medizin gegen die Krankheit ihres Sohnes forschen ließ, wurde eine Flüssigkeit entdeckt, die einen toten Schmetterling wieder zum Leben erweckte. Die Flüssigkeit wurde „Das Elixier des ewigen Lebens“ genannt.
In einem Museum entdeckten sie ein Gemälde des kleinen Kaisers mit seiner Mutter. Sie machen ein Foto davon und nachdem sie es am Computer bearbeitet haben, entdecken sie darauf eine Karte mit dem Eingang zum Berg der 1000 Drachen eingezeichnet.
Sie machen sich auf die Suchen nach den anderen beiden Schlüsseln, welche Chengs damalige Freunde Lin und Wang besitzen. Als sie Lin aufsuchen wollen, treffen sie auf Mea-Ling, die ihnen erklärt, dass Lin bereits verstorben ist und eine alte Pfanne hinterlassen hat. Der Griff der Pfanne stellt sich als zweiter Schlüssel heraus. Auf der Suche nach Wang wird Cheng auf dem Fischmarkt entführt. Das Tiger-Team muss Lady Q alle drei Schlüssel abliefern, damit Cheng wieder freigelassen wird. Wang hat als Hinweis auf den dritten Schlüssel Zahlen hinterlassen, die sich als Geokoordinaten herausstellen und auf einen Wachturm auf der Chinesischen Mauer verweisen. Dort finden sie in einer Glocke den dritten Schlüssel, der ihnen aber wieder von den Leuten von Lady Q abgenommen wird.
Lady Q will das Elixier in ihren Laboren analysieren lassen und es in großen Mengen selbst herstellen, um ein Heer aus unsterblichen Soldaten zu schaffen und so die mächtigste Frau der Welt zu werden. Als sie Lady Q den letzten Schlüssel im Austausch gegen den gefangenen Cheng überbringen, werden sie gezwungen Lady Q und ihre Leute zum Berg zu begleiten.
Nachdem sie in den Palast gelangt sind, finden sie dort tatsächlich das Elixier. In der Zwischenzeit hat Krops die Polizei verständigt und Lady Q und ihre Leute werden abgeführt.
Da das Elixier, falls es in die falschen Hände gerät, eine zu große Gefahr für die Menschheit bedeutet, soll es weggeschüttet werden. Das Tiger-Team entscheidet sich dann aber, es den Pandas zu geben, damit diese vom Aussterben bedrohte Tierart überleben kann. Mit ihrer Belohnung wollen die Kinder Land am Berg der 1000 Drachen kaufen und dort einen Wildpark für Pandabären errichten, der den Namen des kleinen Kind-Kaisers Ming Shu tragen soll. Mit dem Park würde somit der Wunsch seiner Mutter in Erfüllung gehen und der Kind-Kaiser unsterblich werden.

## Hintergrund
- Bei der im Film gezeigten Pandastation handelt es sich um die Pandastation Bi Feng Xia in Ya’an.

- Die Dreharbeiten fanden vom Mai bis Juli 2009 in Wien, Vietnam und China statt.[3]

- Kinostart in Deutschland war am 6. Mai 2010, in Österreich am 7. Mai 2010. In den deutschen Kinos wurden rund 310.000 Besucher gezählt.

## Kritiken
„Die Kinder agieren im Film wie auf einem Abenteuerspielplatz. Man sieht ihnen den Spaß an den Dreharbeiten an, wenn sie durch chinesische Gassen jagen, auf der Großen Mauer spazieren gehen und sich um den Zutritt zum geheimen Palast prügeln. Das ist spannend inszeniert, und der Ausgang ist lange Zeit ungewiss. Hinzu kommen schöne Bilder, die den Zuschauern Einblicke in eine fremde Welt geben.“

„‚Tiger-Team‘ ist unterhaltsam und spannend. […] Zu den vergnüglichsten Szenen zählt der Moment, als Patrick auf der Flucht vor dem Geheimbund in Frauenkleider schlüpft und mit Stöckelschuhen an der chinesischen Mauer entlang rast. Wenn die drei auf ihre Gegner treffen, wird es richtig spannend, etwa bei einer halsbrecherischen Flucht durch die engen Gassen Pekings oder beim großen Schlusskampf in einer Höhle des Mondscheinpalastes, die im Original in Vietnam liegt.“

„Lieblos inszenierter Kinderfilm nach einer erfolgreichen Buchserie. Die drei jungen Hauptfiguren werden ähnlich schematisch umrissen wie die Nebenfiguren, und während die Handlung hektisch von einer Station zur nächsten eilt, kann die Inszenierung weder Spannung noch Witz aufbauen.“

## Auszeichnungen
Die Deutsche Film- und Medienbewertung verlieh dem Film das Prädikat „besonders wertvoll“.